# Жигон
Жигон (словен. Žigon) — поселення в общині Лашко, Савинський регіон, Словенія. Висота над рівнем моря: 408,5 м. 